# 散骨
散骨（さんこつ）とは、一般には、故人の遺体を火葬した後の焼骨を粉末状にした後、海、空、山中等でそのまま撒く葬送方法をいう。

## 日本の事例

### 日本の法律等との関係

#### 墓地、埋葬等に関する法律との関係

##### 焼骨を地中に埋める等の場合
「散骨」という呼称の有無に関わらず、焼骨の上に樹木を植えたり、焼骨を地中に埋める場合については、厚生労働省は「樹木葬森林公園に対する墓地、埋葬等に関する法律の適用について」（平成16年10月22日健衛発第1022001号18）という通知において、以下のように適用対象であるとしている。
この場合は、同法の適用を受けることから、焼骨の埋められた場所は「墓地」となり、その経営は許可制(同法10条)、かつ経営主体は「原則として市町村等の地方公共団体でなければならず、これにより難い事情がある場合であっても宗教法人、公益法人等に限る」という規制にかかるということになる。

##### 焼骨を地面に散布するの場合
「墓地、埋葬等に関する法律」に関してのみいえば、散骨の中で、焼骨を地面に散布するだけの場合、近畿大学大学院法学研究科教授の田近肇は「墓地埋葬法上、「墓地」とは「墳墓を設けるため」の区域（２条５項）、「墳墓」とは「死体を埋葬し、又は焼骨を埋蔵する施設」（同条４項）をいい、「埋葬」とは「死体……を土中に葬ること」（２条１項）、つまり死体を土葬することと定義され、焼骨の埋蔵とは「土中に埋めて収蔵すること」をいうと理解されている。それゆえ、焼骨を地面に散布するだけで土中に埋めない場合、その行為は墓地埋葬法上の「焼骨の埋蔵」には該当しない」と、同法の適用外でなはいかと私見を述べている。

#### 刑法190条との関係
刑法第190条は以下のように、死体損壊・遺棄罪(遺骨損壊罪、遺骨遺棄罪)を定めている。

##### 遺骨遺棄罪
散骨における、「遺骨を粉末状にしたものをそのまま撒く」行為について、「遺骨を粉末状にしたもの」が同条の「遺骨」に相当するのか、相当するとしても散骨が同条の死体遺棄罪により摘発されうるのか（刑法学から言えば、構成要件該当性はあるのか、違法性阻却事由は認められないのか）が問題となる。
同条の死体遺棄罪により摘発されうるのかについて、法曹関係者において下記のような議論がみられる。

##### 遺骨損壊罪
上述の撒くという行為だけでなく、（厳密には「散骨」に含まれないが）その前段の、遺骨を粉末状にする行為についても議論となりうる。すなわち、その行為は同条の遺骨損壊罪により摘発されうるのかが問題となる。本ページ遺骨遺棄罪の項で引用された法曹関係者による議論はこの点を包含した議論となっている。

### 散骨をめぐる問題
散骨が陸地で行われることについては、周辺住民等との間でトラブルとなることもある。海で行われる場合についても、港湾や漁場・養殖場とその周辺は避けられる。こうした陸地や水域の上空も同様である。墓地を持たず「自然葬」の形態をとる場合、見た目に人骨と分かるものを含め散骨される焼骨は相当な分量である。全身分でなく、そのごく一部を儀式として散骨する場合を除き、「小瓶につめた骨粉をサラサラと撒く」といったわけには行かない。また現在は自然葬される死者はわずかであるが、社会的な認知とともに希望者が増えた場合、やはり散骨場所の指定や管理方法を規制する必要がある。
陸地で行われる場合、当然他人の私有地に無断で行うことができない。公有地については取り決めはなく、また自己の所有地であっても近隣から苦情が発生する可能性がある。これは「散骨」という葬送方法が従来の埋葬に関する法律や条例の想定外であることも関係している。アメリカ合衆国では既に、散骨を行った不動産の売買をめぐって係争問題が生じている。
1998年（平成10年）6月に厚生省生活衛生局（当時）が公表した「これからの墓地等の在り方を考える懇談会」の報告書では以下の記載がある。

#### 散骨規制条例制定
2005年（平成17年）3月、北海道長沼町は、町内に作られた「ホロナイ樹木森林公園」なる散骨場で焼骨をそのまま粉末にもせず撒いて野ざらし状態にされているのが発覚したのをきっかけに、町議会でこれを規制する条例「長沼町さわやか環境づくり条例」を制定した。制定直後の翌4月には、NPO法人「葬送の自由をすすめる会」が、憲法で保障された基本的人権の「葬送の自由」を否定するものであるとして、条例の廃止を求める請願書を提出したが、特に取り上げられることもなく、むしろ、この長沼町での条例化を契機として、北海道七飯町、長野県諏訪市、埼玉県秩父市や静岡県熱海市など、各地で散骨に対する規制が規程されていった。
一方、日本海の隠岐諸島の無人島であるカズラ島は、地元自治体（島根県海士町）の理解を得て散骨が行われている。
実際に陸地での散骨は、宗教法人が自ら所有・管理する墓地にて、樹木葬などの形をとって行われている。
なお、私有地に散骨をしてしまった場合、民事上では土地の買い手が見つからなくなる、近隣地主とのトラブルなどの問題が発生、刑事上では死体遺棄罪、死体損壊罪などに触れるため、墓地・散骨場を除く場所での陸地での散骨はまず行われない。
TBS『噂の!東京マガジン』で、このことの問題（樹木、牧場などの周辺での散骨）について取り上げたことがある。

### 「法務省が非公式見解を出した」とする朝日新聞の虚偽報道
散骨について、朝日新聞は、元社員が関わる団体「葬送の自由をすすめる会」が散骨を行った後、大阪版の夕刊で、法務省が「刑法190条の規定は社会的習俗としての宗教的感情などを保護するのが目的だから、葬送のための祭祀で節度をもって行われる限り問題ない」との非公式見解を示したとの報道を行った。営利・非営利を問わず散骨推進団体は、この報道を元に海洋散骨を勧めている。
しかし、この問題について、原田保（愛知学院大学法学部教授・刑法）は、「某法務官僚1人の個人的見解が法務省見解という偽名で流布され、散骨推進団体主宰者がこれを利用して「国の公認」という虚偽を喧伝した」と批判し、「法務省にはこのようなことを決める権限はありません。刑法190条をどうするかという法解釈を決める所は、裁判所です」と述べ、公式にも非公式にも存在しないと述べている。
法務省「そんな見解出したことはありません」
この件について、『終活読本ソナエ』編集部が法務省に確認したところ「応答した法務官僚は「そんな見解出したことはありません」と回答 」し、葬送ジャーナリストの碑文谷創が法務省刑事局に直接出向いて当該法務官僚に問いただしたところ、「「法務省としては見解を出せない」「法律解釈が妥当か判定する権限は裁判所にあるのであって法務省にはない」と回答している。

### 厚労省・散骨ガイドライン制定
2021年3月、厚生労働省は「墓地埋葬をめぐる現状と課題の調査研究」の研究成果として、事業者を対象としたガイドラインを制定・公表した。
これを踏まえ、業界団体である一般社団法人「日本海洋散骨協会」も「日本海洋散骨協会ガイドライン」を制定した。

## 日本国外の散骨
日本国外で散骨を行う場合、特に米国ハワイ州などでは散骨に関する法律が規定されている。地元の法律に沿わずに、観光がてらに勝手に行い問題を起こすと、多額の罰金を支払うなどしなければならなくなる。
ブータンなど、世界の一部の地域では伝統的、あるいは宗教上の理由から、墓を作らず散骨する風習がある。近代では、墓は迷信の代物とする唯物主義の観点から散骨するケースがある。
中華人民共和国の指導者や中国共産党幹部は、遺体が保存処理された毛沢東は例外として、多くの人物が散骨されている。これは第一には墓地が個人崇拝の対象となることを避けるためである。また墓地が聖地とならないように、あるいは逆に周恩来のように政治情勢を見越して、前近代の歴代中国王朝のごとく為政者の墓が暴かれ遺骸や副葬品が辱められることを防ぐために、散骨を望んだケースもある。
墓地が信奉者たちにより聖地化することを防止する事を目的とした散骨は、ヘルマン・ゲーリングやアドルフ・アイヒマンなどのナチス・ドイツの指導者で後に戦犯として死刑判決が下された者に対しても行われている。なお、日本において、極東国際軍事裁判で処刑された東條英機など7名のA級戦犯者の遺骨はGHQによって太平洋に散骨された。
キリスト教では、カトリックは土葬や火葬を含め教会に埋葬することとし、自宅での所持や散骨には否定的である。一方、プロテスタントは多くの教派で許容されており、「garden of remembrance（思い出の庭）」が持たれることもある。

## 散骨された人物
- 淳和天皇
- 板垣征四郎・木村兵太郎・土肥原賢二・東條英機・武藤章・松井石根・廣田弘毅（極東国際軍事裁判の絞首刑受刑者。処刑後、極秘裏に米軍により久保山斎場で火葬された後、軍用機で太平洋上に散骨された）
- 沢村貞子
- 横山やすし（遺骨の一部が宮島競艇場に散骨された）
- 周恩来
- 鄧小平
- 劉少奇
- 劉暁波
- 江沢民（長江河口に散骨された）
- 愛新覚羅溥傑・嵯峨浩・慧生親子（遺骨の半分が中国妙峰山に散骨された）
- hide
- 天本英世
- 永山則夫
- 荒井注
- 井上瑤
- 秋山武史
- 乙羽信子
- 山本七平
- 勝新太郎
- 石原慎太郎[15]・石原裕次郎兄弟（共に遺骨の一部が相模湾沖の公海に散骨。慎太郎の散骨の模様は長男・石原伸晃のYouTube公式chでも配信された[16]）
- 飯島夏樹
- 深浦加奈子
- 藤沢秀行
- 梨元勝
- 新藤兼人
- 安岡力也
- いずみたく
- 立川談志
- 藤圭子
- りりィ
- 邱永漢
- 中島らも
- 萩原流行
- 大豊泰昭
- 木内みどり
- 橋田壽賀子
- 西村修（千葉県房総の海と、師匠であるカール・ゴッチも散骨されたアメリカ・フロリダ州タンパのキーストン湖にそれぞれ散骨された）
- ウィリアム・ボーイング
- ヴィヴィアン・リー
- エドウィン・ライシャワー
- アルベルト・アインシュタイン
- フレディ・マーキュリー
- リヴァー・フェニックス
- ジェレミー・ブレット
- マハトマ・ガンジー
- アドルフ・ヒトラー（妻と共に自決した後部下に遺体を焼かれ、ソ連軍に埋められたあと、埋葬地の聖地化を防ぐために1970年に掘り起こされてエルベ川に散骨された）
- ヘルマン・ゲーリング（墓地がネオナチなどの聖地とならないように散骨された）
- アドルフ・アイヒマン（同上）
- マリア・カラス
- フリードリヒ・エンゲルス
- ジャック・マイヨール
- スタンリー・ラウス
- ロスコー・アーバックル
- 孝成王
- 宣徳王
- ポール・ティベッツ
- マルティン・ボルマン
- エヴァ・ブラウン
- マクダ・ゲッベルス
- カート・コバーン
- ジェリー・ガルシア
- ジョン・レノン
- ジョージ・ハリスン
- イズラエル・カマカヴィヴォオレ
- スキャットマン・ジョン
- デヴィッド・ボウイ
- エヴァ・キャシディ
- ジャニス・ジョプリン
- イングリッド・バーグマン
- ジョイ・アダムソン
- ドクター・スース
- マイヤ・プリセツカヤ
- ロビン・ウィリアムズ
- カール・ゴッチ
- クライド・トンボー（遺灰の一部が冥王星探査機「ニュー・ホライズンズ」（2006年打ち上げ）に搭載された。同探査機は2015年には冥王星に到達、その後太陽系を離脱するため地球から最も遠くに葬られた宇宙葬となる。）